# Short S.25 Sunderland
Lo Short S.25 Sunderland era un idrovolante britannico, rivelatosi, nella sua categoria, uno dei più importanti di tutto il secondo conflitto mondiale.
Quadrimotore monoplano ad ala alta a sbalzo, con scafo centrale; aveva una struttura completamente metallica e impiegava la tecnica del rivestimento lavorante.
Inizialmente, Mk.I, la propulsione era affidata a 4 motori radiali Bristol Pegasus XXII (9 cilindri, per 1 010 hp ciascuno).
L'armamento difensivo era posizionato in una torretta di prua (1 mitragliatrice), una di poppa (4 mitragliatrici), ed in due postazioni dorsali (azionate manualmente, con 1 mitragliatrice ciascuna).
La dotazione offensiva (bombe o cariche di profondità) poteva arrivare a 900 kg.
Inizialmente concepito per poter essere gestito da un equipaggio costituito da sette persone in seguito le varie versioni che si succedettero nel tempo ne impiegarono da undici in su.

## Storia del progetto
La denominazione di fabbrica era S.25 ed il progetto ebbe inizio sul finire del 1934, sulla scorta delle esperienze accumulate dalla Short Brothers Ltd. nella produzione di grandi idrovolanti da trasporto, in risposta alla specifica R.2/33 dell'Air Ministry, con la quale veniva richiesta la produzione di un idrovolante con compiti di ricognizione, al fine di sostituire il biplano Short S.19 Singapore III (del quale era di recente cessata la produzione).
Il capo progettista della Short, Arthur Gouge, era già al lavoro su un analogo velivolo da adibire al trasporto e poté usufruire di molti concetti già sviluppati per quello che risultò poi essere lo Short S.23 Empire.
Il primo prototipo (K774) del Sunderland volò nell'ottobre del 1937 e fu il primo idrovolante britannico dotato di armamento difensivo installato in torrette non azionate manualmente.
Entrato in servizio nella seconda metà del 1938, quando il secondo aereo di serie venne assegnato al 230° Squadron (di base a Selestar, in Malaysia), allo scoppio della guerra era impiegato in 3 squadriglie del Royal Air Force Coastal Command.
Al fine di incrementare la produzione, nel 1941 venne costruito un apposito stabilimento a Dumbarton, gestito dalla Blackburn.
Gli ultimi esemplari della serie Mk.I incorporavano diverse modifiche minori e, più vistose, le antenne del nuovo radar antisom ASV Mk.II, disposte posteriormente, in gruppi di 4, sul dorso e sui fianchi della fusoliera.
Sul finire del 1941, divennero operativi gli esemplari della serie Mk.II: dotati di motori Pegasus XVIII, con compressori a doppia velocità, vennero dotati di armamento difensivo maggiorato, per numero di mitragliatrici e dotazione di munizioni.
Questa versione fece registrare una produzione piuttosto limitata (43 esemplari), poiché nel frattempo venne resa operativa la versione Mk.III, il cui prototipo volò nel giugno successivo: in questo caso la modifica più rilevante consisteva nella nuova chiglia dello scafo. La Mk.III divenne la versione più diffusa nel corso del conflitto (461 esemplari).
Nel 1942 l'Air Ministry emise una nuova specifica (R.8/42) che richiedeva un idrovolante a largo raggio, da destinare espressamente allo scenario del Pacifico. La Short rispose alla specifica proponendo la versione Mk.IV del Sunderland: nuovo disegno dello scafo, nuova coda, armamento migliorato e motorizzazione costituita dai motori Bristol Hercules.
Il risultato finale fu un aereo talmente diverso dall'originale che alla fine venne ridesignato Seaford Mk.I (sigla interna del costruttore S.45). Da questa macchina venne poi sviluppato, nell'immediato dopoguerra, l'idrovolante da trasporto Short Solent.
Più o meno nello stesso periodo, si registrò un calo nei successi delle missioni ASW: gli U-Boot tedeschi erano stati dotati di Metox, ricevitori passivi in grado di intercettare i segnali dei radar di ricerca ASV Mk.II. La risposta della RAF non si fece attendere, con l'adozione di apparati radar su una lunghezza d'onda più corta. I Sunderland vennero così dotati di nuovi ASV Mk.III, e gli esemplari che ne furono forniti, ricevettero la definizione di Mk.IIIA.

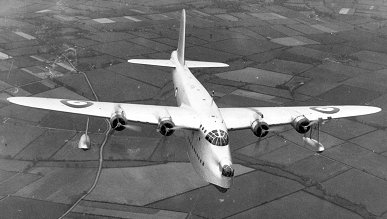
Sunderland Mk.I

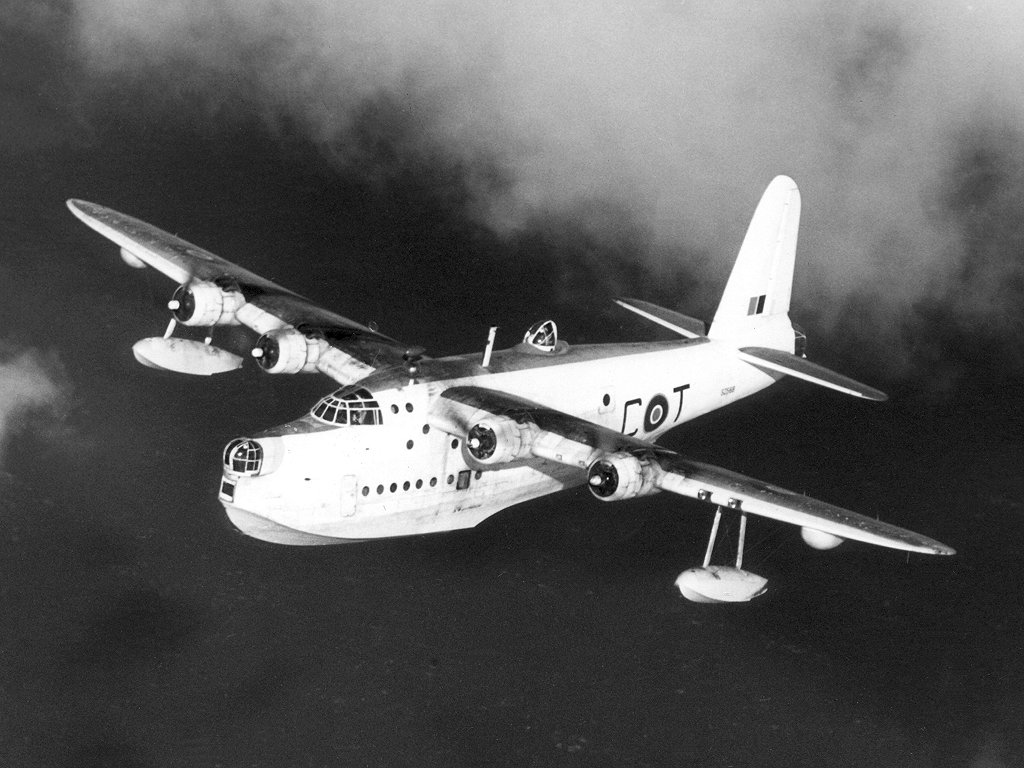
Sunderland Mk.V

La variante finale, Mk.V, ebbe il battesimo dell'aria nella primavera del 1944 e fu caratterizzata dalla sostituzione dei motori Pegasus con gli statunitensi Pratt & Whitney Twin Wasp, che sviluppavano una potenza di 1 200 HP a testa). Ne vennero completati 155 esemplari.
L'incremento della potenza disponibile diede nuova linfa ad un progetto mostratosi già brillante: in questa configurazione i Sunderland rimasero in linea fino al 1959, partecipando al ponte aereo di Berlino ed alla guerra di Corea.
Il Sunderland viene tra l'altro ricordato per essere l'ultimo idrovolante della RAF.

### Impiego operativo
Il Sunderland venne impiegato, nelle diverse versioni, in tutti i teatri operativi costieri, rivelandosi particolarmente efficace nelle operazioni contro i sommergibili e venne soprannominato "porcospino" dai piloti della Luftwaffe, per la sua capacità di difendersi da qualsiasi aggressione.
Data la sua robustezza, il Sunderland si rivelò una macchina estremamente versatile e capace di affrontare anche i compiti più ostici. Tra le missioni degne di nota, nel maggio del 1941, l'evacuazione dell'isola di Creta, attaccata da truppe tedesche aviotrasportate. In quei giorni un esemplare arrivò a trasportare 82 soldati con relativo equipaggiamento, oltre all'equipaggio.

## Versioni
- Mk.I: motori Bristol Pegasus XXII, radar ASV Mk.II, 89 esemplari;
- Mk.II: motori Bristol Pegasus XVIII, 43 esemplari;
- Mk.III: scafo migliorato, radar ASV Mk.III, 461 esemplari;
- Mk.IV: motori Bristol Hercules XIX, scafo e coda rinnovati; diventato Short Seaford Mk.I
- Mk.V: motori Pratt & Whitney R-4/61-90B, 155 esemplari (ridenominato MR5 nel dopoguerra)

## Utilizzatori

### Militari

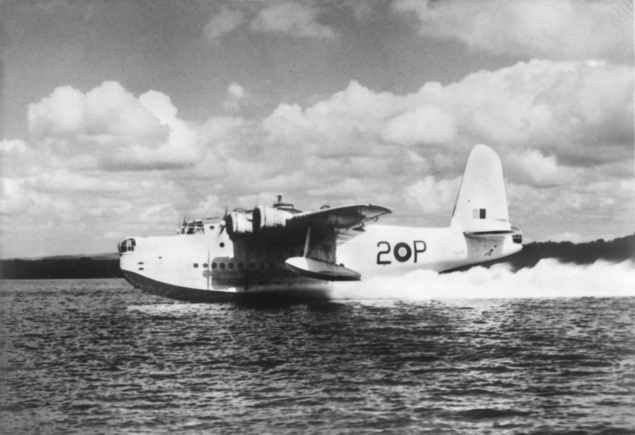
Un Sunderland Mk.III della RAAF.

Australia
- Royal Australian Air Force

 Francia
- Aviation navale

 Norvegia
- Kongelige Norske Luftforsvaret

 Nuova Zelanda
- Royal New Zealand Air Force

 Portogallo
- Forças Aeronavais

 Regno Unito
- Royal Air Force

 Sudafrica
- South African Air Force

### Civili
Argentina
- Aerolíneas Argentinas
- Flota Argentina de Navegación de Ultramar (FANU)

Dodero Line - Compañía Argentina de Navegación Dodero
 Australia
- Ansett Flying Boat Services flew the Sunderland and its Sandringham variant from Rose Bay on Sydney Harbour to Lord Howe Island until 10 September 1974[3]
- Trans Oceanic Airways
- Qantas (orig. Queensland and Northern Territory Aerial Services)

 Isole Vergini Americane
- Antilles Airboats

 Norvegia
- Det Norske Luftfartselskap (DNL) - Norwegian Aviation Company (poi SAS)

 Nuova Zelanda
- National Airways Corporation of New Zealand
- Tasman Empire Airways Limited (TEAL)

 Regno Unito
- Aquila Airways
- British Overseas Airways Corporation (BOAC)

 Uruguay
- Compania Aeronáutica Uruguaya S.A. (CAUSA)

## Curiosità
- 30 gennaio 1940: il primo affondamento di un sommergibile tedesco.
- 11 novembre 1940: il volo di ricognizione alla base di Taranto, prima del famoso attacco alla base navale italiana.
- 2 giugno 1943: un Sunderland della RAAF, impegnato in missione di ricerca nel Golfo di Biscaglia, venne attaccato da 6 Junkers Ju 88 C: malgrado i pesanti danni subiti riuscì a rientrare alla base dopo aver abbattuto uno dei pesanti caccia tedeschi, averne costretto un altro ad un atterraggio di emergenza e respinto i restanti.

### Velivoli comparabili
Germania
- Blohm & Voss BV 222

 Giappone
- Kawanishi H8K

 Stati Uniti
- Consolidated PB2Y Coronado
- Martin PBM Mariner
- Martin JRM Mars